# Abo de Tiflis
Abo de Tiflis (también Habo Tbileli; en georgiano: აბო თბილელი, ჰაბო ტფილელი; hacia 756-6 de enero de 786) fue un mártir cristiano, venerado como santo. Es el santo patrón de la capital de Georgia, Tiflis.

## Biografía
Creció como musulmán en Bagdad, donde posteriormente trabajó como fabricante de perfumes.
A la edad de 17 o 19 años llegó con el príncipe georgiano Nerse de Iberia, el gobernante de la Iberia caucáisca, a Tiflis, que estaba gobernada por el Islam pero dominada por el cristianismo. Nerse había sido encarcelado previamente por el califa de Bagdad durante tres años y liberado del cautiverio por el nuevo califa.
Abo se convirtió al cristianismo en Georgia, pero tuvo que ser bautizado fuera de la esfera de influencia musulmana. Luego regresó a Tiflis y vivió allí durante tres años hasta que los gobernantes musulmanes le pidieron que volviera a la fe islámica. Debido a su negativa, fue condenado a muerte. Ioane Sabanisdze, escritor religioso georgiano y contemporáneo de Abo, escribió la novela hagiográfica El martirio de San Abo.